# Watertoren (Amsterdam Waterkeringweg)
De watertoren staat op het vroegere waterleidingterrein aan de Haarlemmerweg in Amsterdam-West.
Sinds hier een nieuwbouwbuurt (Waterwijk) is gebouwd staat de toren op een plein aan de Waterkeringweg. Het is de eerste stalen watertoren van Nederland. De toren heeft een hoogte van 37,00 meter. Vlak bij deze watertoren staat het Windketelgebouw. Dit gebouw diende om de lucht uit de waterleiding te laten. Het achthoekige windketelgebouw opende in 2003 als eenkamerhotel de Windketel.